# Chrysotoxum lanatum
Chrysotoxum lanatum är en tvåvingeart som beskrevs av Violovitsh 1973. Chrysotoxum lanatum ingår i släktet getingblomflugor, och familjen blomflugor. Inga underarter finns listade i Catalogue of Life.